# Pilgram (Gemeinde Münzbach)
Pilgram ist eine Ortschaft in der Marktgemeinde und Katastralgemeinde Münzbach im Bezirk Perg in Oberösterreich.

## Geographie
Die aus zerstreuten Häusern bestehende Ortschaft mit 74 Einwohnern zum Stichtag 1. Jänner 2001 befindet sich im Nordosten der Katastralgemeinde Münzbach.
Sie grenzt nördlich an die Ortschaft Sulzbach und östlich an die Ortschaften Danndorf, Innernstein und Obergaisberg, die alle zu der ebenfalls zur Marktgemeinde Münzbach gehörenden Katastralgemeinde Innernstein gehören. Westlich und südwestlich von Pilgram befindet sich der Markt Münzbach. Im Süden reicht die Ortschaft Mollnegg an Pilgram heran.
Pilgram gehört zur oberösterreichischen Raumeinheit Aist-Naarn-Kuppenland.

## Naturdenkmal Moar-Koppler-Föhre
Auf einem der höchsten Punkte der Ortschaft befindet sich das Naturdenkmal Moar-Koppler-Föhre.
Das geschnitzte Marienrelief auf dem Naturdenkmal wurde in den 1980er-Jahren erneuert. Der Baum gilt als Richtbaum. Das Taiding, der Gerichtstag des Marktes fand an bestimmten Tagen vor dieser Föhre statt.
Die höchste Erhebung der Ortschaft ist mit 499 m ü. A. beim Bauernhof Lang ausgewiesen.

## Kleindenkmäler
In der Ortschaft befinden sich einige Kleindenkmäler:
- Bildstöcke an den Wänden der Häuser Pilgram 4 (Granitpfeiler aus zwei Stücken mit leeren Nischen und einem Sockel aus mit Beton verbundenen Riesengranitsteinen), Bern – Pilgram 9 (Kapellenbildstock mit Madonnenstatue in einer Nische, Vorderhuber) – Pilgram 13 (um 1900 errichteter und 1988 saniert, weiters eine Pieta aus 1902, die ebenfalls 1988 saniert wurde). 1971 wurde an der Obernstraß ein Marterl zum Gedenken an den Unfall eines Kindes im Jahr 1971 errichtet.
- Lang-Kapelle: mit Marienstatue mit Jesuskind, bekleidet mit Heiligenschein, in einem Glasschrein, sowie zwei Engel, vermutlich aus dem Dominikanerkloster Münzbach, weiters Bilder Herz-Jesu, Herz-Maria, Lourdesbild, eine Pieta und mehrere Andachtsbildchen.
- Langeder-Kapelle: anstatt einer baufälligen Kapelle errichtet und 1978 gesegnet und mit einer neuen, geschnitzten Marienstatue ausgestattet.
- Ratzinger-Kapelle: anstatt einer baufälligen Kapelle errichtet und 1982 gesegnet und mit einer neuen, geschnitzten Marienstatue ausgestattet.

## Geschichte
1934 wurde die Freiwillige Feuerwehr Obernstraß gegründet und in Pilgarn ein Feuerwehrhaus errichtet, das 1969, 1992 und 2007 erweitert und modernisiert wurde.

## Infrastruktur
Die Freiwillige Feuerwehr Obernstraß wurde 1934 gegründet, bestand im ersten Jahr aus 17 Feuerwehrmännern und bekam nach der Anschaffung von Ausrüstungsgegenständen und der Errichtung eines Feuerwehrhauses 1936 die Pflichtbereiche Ober- und Untergaisberg, Danndorf, Innernstein, Pilgram und der östliche Teil von Mollnegg zugewiesen. Während des Zweiten Weltkriegs war die selbstständige Feuerwehr aufgelöst und als dritter Löschzug der Feuerwehr von Münzbach angeschlossen. Nach dem Krieg wurde 1950 eine enge Zusammenarbeit mit der Feuerwehr Münzbach beschlossen. Das ursprünglich aus Holz erbaute Feuerwehrhaus wurde 1955 elektrifiziert und 1969 durch einen Ziegelbau ersetzt, der 1992 umgebaut und 2007 erweitert wurde. 2008 verfügte die Feuerwehr über einen Mitgliederstand von 79 Kameraden. Sie sorgt für den Brandschutz und die allgemeine Hilfe.[3]